# فرودگاه هاکوداته
فرودگاه هاکوداته (به انگلیسی: Hakodate Airport) یک فرودگاه همگانی با کد یاتا HKD است که یک باند فرود آسفالت و بتن دارد و طول باند آن ۳۰۰۰ متر است. این فرودگاه در شهر هوکایدو کشور ژاپن قرار دارد.

## شرکت‌های مسافرتی و مقصدهای پروازی

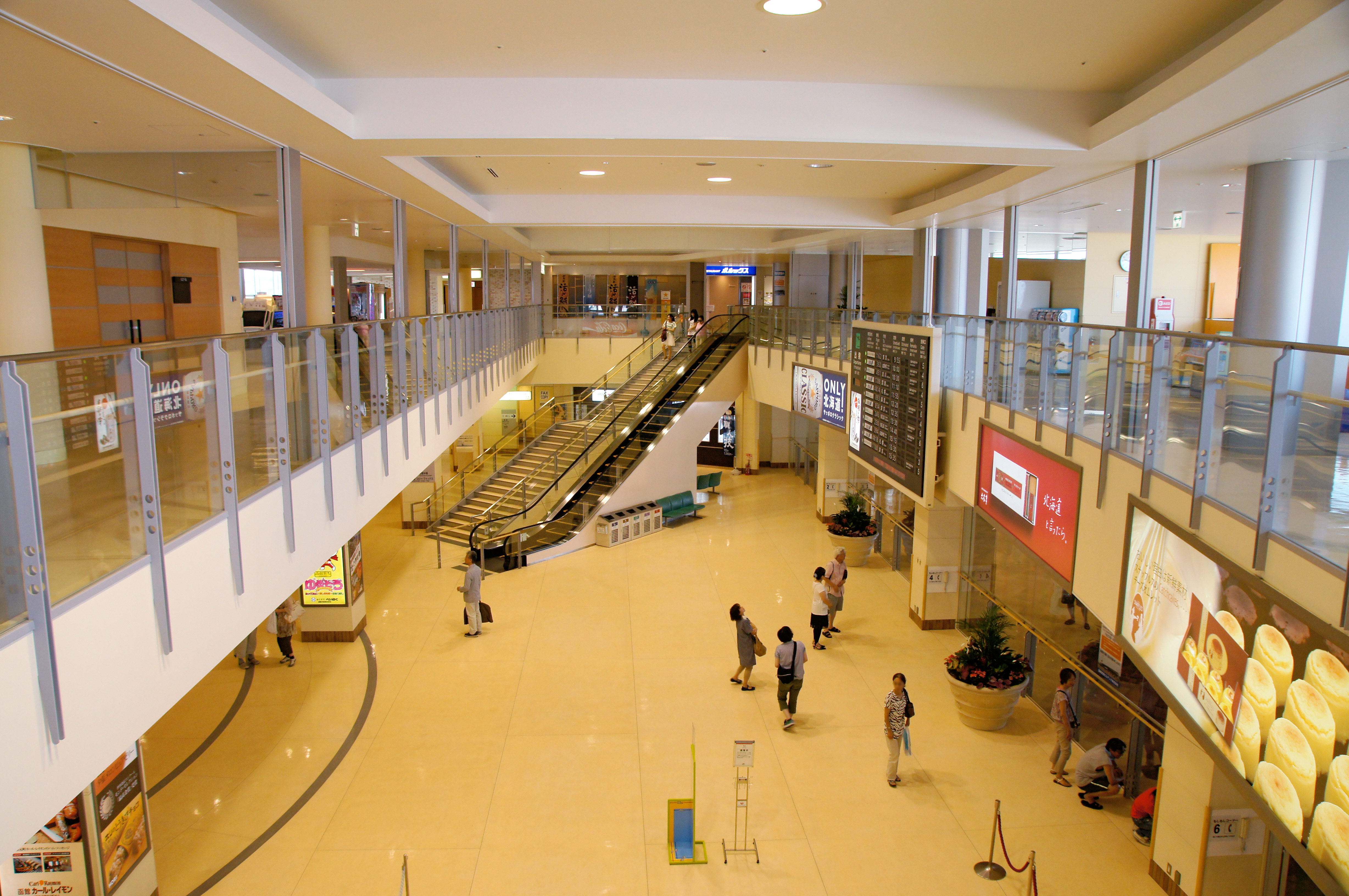
سالن خروجی

| شرکت‌های هواپیمایی                      | مقصدهای پروازی                                                                  |
| -------------------------------------- | ------------------------------------------------------------------------------- |
| ایر چاینا                              | فرودگاه بین‌المللی پکن                                                           |
| ایر دو                                 | فرودگاه بین‌المللی چوبو سنترایر (آغازشده از ۲۵ اکتبر ۲۰۱۵), فرودگاه هانه‌دا       |
| آل نیپون ایرویز                        | فرودگاه بین‌المللی اوزاکا، فرودگاه بین‌المللی کانزای، فرودگاه هانه‌دا              |
| آل نیپون ایرویز اجراشده توسط ANA Wings | فرودگاه بین‌المللی چوبو سنترایر (پایان‌یافته از ۲۵ اکتبر ۲۰۱۵), فرودگاه نیو چیتوز |
| چاینا ایرلاینز                         | چارتر: فرودگاه بین‌المللی تائویوان تایوان                                        |
| اوا ایر                                | فرودگاه بین‌المللی تائویوان تایوان                                               |
| Hokkaido Air System                    | فرودگاه آساهیکاوا، هوکایدو، فرودگاه کوشیرو، فرودگاه اوکوشیری، فرودگاه اوکاداما  |
| هنگ کنگ اکسپرس                         | چارتر فصلی: فرودگاه بین‌المللی هنگ کنگ                                           |
| خطوط هوایی ژاپن                        | فرودگاه بین‌المللی اوزاکا، فرودگاه هانه‌دا                                        |
| هواپیمایی کره                          | فرودگاه بین‌المللی اینچن                                                         |
| تیانجین ایرلاینز                       | فرودگاه بین‌المللی تیانجین بینهای                                                |
| ترنس‌آسیا ایرویز                        | فرودگاه بین‌المللی تائویوان تایوان                                               |

## شرکت‌های هواپیمایی و مقصدهای پروازی

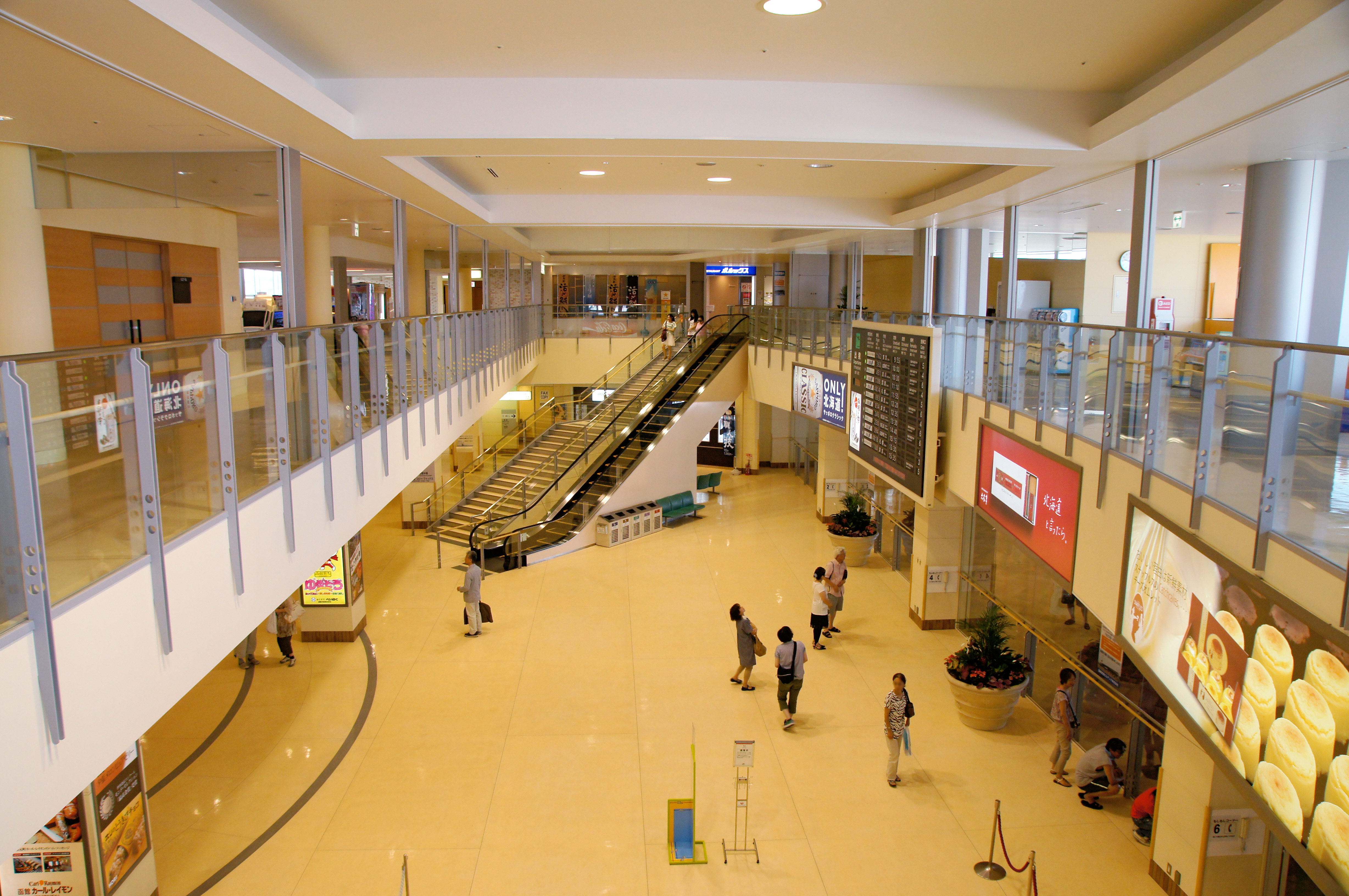
Terminal interior

### مسافری
| شرکت‌های هواپیمایی                   | مقصدهای پروازی               |
| ----------------------------------- | ---------------------------- |
| ایر دو                              | چوبو سنترایر، هانه‌دا         |
| آل نیپون ایرویز                     | چوبو سنترایر، اوساکا، هانه‌دا |
| آل نیپون ایرویز اجرا توسط ANA Wings | نیو چیتوز                    |
| چاینا ایرلاینز                      | چارتر: تائویوان تایوان       |
| هواپیمایی شرقی چین                  | فصلی: هانگجو ژیاشان          |
| اوا ایر                             | تائویوان تایوان              |
| هوکایدو ایر سیستم                   | اوکوشیری، اوکاداما           |
| خطوط هوایی ژاپن                     | هانه‌دا فصلی: اوساکا          |
| خطوط هوایی ژاپن اجرا توسط جی-ایر    | اوساکا                       |
| اوکی ایرویز                         | فصلی: شی‌آن شیان‌یانگ          |
| تیانجین ایرلاینز                    | تیانجین بینهای               |
| تایگرایر تایوان                     | تائویوان تایوان              |
| Vanilla Air                         | کانزای, ناریتا               |